# Ganymède et l'Aigle (Vatican)
Pour les articles homonymes, voir Ganymède (homonymie).
Ganymède et l'Aigle du sculpteur grec Léocharès (350-320 av. J.-C.) est l'une des statues grecques antiques les plus célèbres. Elle représente Ganymède, un jeune Troyen d'une beauté extraordinaire qui fut kidnappé par Zeus sous forme d'un aigle et amené sur l'Olympe où Ganymède devint l'échanson des dieux et l'amant de Zeus.

## Histoire et description
La sculpture était déjà admirée par Pline l'Ancien : « Léocharès [a réalisé] un aigle conscient de ce qu'il enlève en Ganymède et pour qui. Il épargne l'adolescent en plantant ses serres dans son vêtement ». L'œuvre actuelle est une copie romaine du IIe siècle. Elle faisait partie de la collection du sculpteur Vincenzo Pacetti et fut vendue au musée du Vatican entre 1787 et 1790. Du groupe en bronze, seuls le corps et la tête de Ganymède, les serres, le corps et le cou de l'aigle sont anciens, ainsi qu'une grande partie du tronc d'arbre, le reste étant le résultat du travail des restaurateurs.
Le concept du groupe est vraiment très original, le copiste romain ayant ajouté le tronc d'arbre et le chien à la composition originelle.